# 范慧妃 (明熹宗)
范慧妃，明熹宗妃。
范氏姿色秀麗，頗受明熹宗寵愛，在天启二年（1622年）因生下女兒永宁公主，被封慧妃。天启三年（1623年），因生下兒子朱慈焴，被封皇贵妃。但這两个孩子，很快就夭折，而她自己也因失宠被幽禁。
1644年，明朝灭亡，范慧妃逃离了皇宫。清朝入关，她回到北京，由清廷出资赡养生活。